# Mas Flequer
El Mas Flequer és una masia de Cantallops (Alt Empordà) inclosa a l'Inventari del Patrimoni Arquitectònic de Catalunya.

## Descripció
Edifici situat a uns dos quilòmetres del poble aproximadament. És un mas de planta rectangular, amb planta baixa i dos pisos i coberta a dues vessants. L'accés al primer pis es fa a través d'una escala exterior que desemboca en una terrassa fruit de les voltes que cobreixen l'entada de la planta baixa. Aquest primer pis, compta també amb una galeria d'arcs de mig punt coberta amb una terrassa a la que s'accedeix des del segon pis. El paredat de la casa és de pedra.